# Saison 2002-2003 du Stade rennais FC
Maillots
Chronologie
Saison précédente Saison suivante
La saison 2002-2003 du Stade rennais football club débute le 3 août 2002 avec la première journée de Ligue 1 (qui remplace l'ancienne Division 1) pour se terminer le 24 mai 2003 avec la dernière journée de cette même compétition.
Le Stade rennais FC est également engagé dans les deux autres compétitions nationales : la Coupe de France et la Coupe de la Ligue.
Pendant toute la saison, le club se bat contre la relégation en Ligue 2. Le départ, sous les ordres de Philippe Bergeroo, est catastrophique, si bien que ce dernier est limogé après dix rencontres de championnat, et remplacé par le Bosniaque Vahid Halilhodžić.
Le nouvel entraîneur rennais redonne une solidité défensive à l'équipe, et lui fait quitter la zone de relégation, mais le club ne sauve sa peau que lors de la dernière journée. On retiendra aussi le beau parcours en Coupe de France, qui voit les Rennais échouer en demi-finales.

## Les dates marquantes de la saison
- Juin - Juillet : Après l'échec de Christian Gourcuff aux commandes de l'équipe première, c'est l'ancien gardien de but Philippe Bergeroo qui est nommé entraîneur. Son arrivée s'accompagne d'un remaniement massif dans les instances dirigeantes du club : René Ruello quitte la présidence, remplacé par un fidèle de François Pinault, Emmanuel Cueff. De même, Pierre Dréossi arrive de Lille en qualité de manager général. La période des transferts est marquée par de nombreux prêts, mais aussi par le départ de deux joueurs emblématiques du club : le talentueux Jocelyn Gourvennec, dont le retour à Rennes aura été mitigé, et l'ancien capitaine Stéphane Grégoire. Au rayon des recrutements, le club opte pour un recrutement international avec les arrivées d'un Bulgare (Georgi Ivanov, d'un Uruguayen (Andrés Fleurquín), d'un Argentin (Gabriel Loeschbor) et d'un Tchèque (Petr Čech). Les fiascos sportifs qu'auront constitué les premiers nommés seront compensés par la réussite du dernier, qui s'impose rapidement comme l'un des meilleurs gardiens de Ligue 1.
- 3 août : Premier match de championnat, et première défaite, à Montpellier, sur un penalty concédé en fin de match.
- 24 août : Après quatre rencontres, aucune victoire n'est toujours à signaler. Marseille vient s'imposer route de Lorient (1 - 3) grâce à un doublé de l'ancien rennais Cyril Chapuis, et le Stade rennais entre pour la première fois dans la zone de relégation. Lors de la journée suivante, elle atterrit à la vingtième et dernière place.
- 21 septembre : Première victoire de la saison, contre le rival Nantais (1 - 0).
- 13 octobre : Après une énième défaite, Philippe Bergeroo est démis de ses fonctions d'entraîneur. Son bilan est catastrophique (1V-2N-7D). Il est remplacé le lendemain par Vahid Halilhodžić, premier entraîneur étranger du club depuis 1955 et l'Espagnol Salvador Artigas.
- 19 octobre : Réaction d'orgueil de l'équipe, qui obtient sa seconde victoire, à Sedan (3 - 1).
- 30 novembre : Toujours 20e après une nouvelle série de cinq rencontres sans victoire, le Stade rennais s'impose 5 - 1 contre Lille grâce à un hat trick de Frédéric Piquionne. C'est la plus grosse victoire du Stade rennais en cette saison 2002-2003.
- 4 décembre : À la faveur d'une victoire à Strasbourg (3 - 1), le Stade rennais sort de la zone de relégation.
- 7 décembre : Élimination du club de la Coupe de la Ligue. Gueugnon sort le Stade rennais en remportant la séance des tirs au but.
- 15 décembre : Fin de la phase aller. Après une entame catastrophique, l'équipe s'est bien redressée et occupe la seizième place du classement.
- Janvier : La période hivernale des transferts voit partir le grand espoir du club Anthony Réveillère, prêté au Valence CF, et arriver un jeune attaquant suisse qui mettra six mois à s'imposer, Alexander Frei. Laurent Batlles est lui échangé contre Cyril Jeunechamp lors d'une transaction avec le SC Bastia.
- 11 janvier : Le Stade rennais enchaîne une cinquième victoire d'affilée en battant Guingamp (2 - 1) sur un terrain gelé. Il atteint la quatorzième place, son meilleur classement de la saison.
- 22 février : Lourdement battu à Lyon (1 - 4), le Stade rennais flirte de nouveau avec la zone rouge.
- 16 mars : Le Stade rennais parvient difficilement à éliminer le petit Poucet de la Coupe de France, Schiltigheim (2 - 1), et se qualifie pour les demi-finales de la compétition. Le club n'avait pas atteint ce stade de la compétition depuis 1986.
- 12 avril : Les "Rouge et Noir" obtiennent une victoire cruciale pour le maintien sur le terrain du Havre (1 - 0).
- 25 avril : Élimination du club en demi-finale de la Coupe de France par l'AJ Auxerre, futur vainqueur (2 - 1).
- 20 mai : Le Stade rennais obtient un bon point sur la pelouse du Parc des Princes (0 - 0). Annoncé partant pour le Paris Saint-Germain, Vahid Halilhodžić croise la route de son futur club.
- 24 mai : En parvenant à battre Montpellier (3 - 1), le Stade rennais sauve sa peau en Ligue 1.

## Transferts en 2002-2003
| Nom                  | Nationalité        | Modalité            | Provenance/Destination | Division         |
| Été 2002             |                    |                     |                        |                  |
| Arrivées             |                    |                     |                        |                  |
| Étienne Didot        | France             | Premier contrat     | -                      | CFA              |
| Sébastien Puygrenier | France             | Premier contrat     | -                      | CFA              |
| Petr Čech            | République tchèque | Transfert           | AC Sparta Prague       | Gambrinus Liga   |
| Arnaud Le Lan        | France             | Transfert           | FC Lorient             | Ligue 2          |
| Andrés Fleurquín     | Uruguay            | Transfert           | Galatasaray SK         | Süperlig         |
| Georgi Ivanov        | Bulgarie           | Transfert           | PFK Levski Sofia       | Ligue A          |
| Gabriel Loeschbor    | Argentine          | Transfert           | RC Avellaneda          | Primera división |
| François Grenet      | France             | Transfert           | Girondins de Bordeaux  | Ligue 1          |
| Départs              |                    |                     |                        |                  |
| Christophe Revel     | France             | Transfert définitif | KSK Beveren            | Jupiler League   |
| Grégory Malicki      | France             | Transfert définitif | Lille OSC              | Ligue 1          |
| Christian Bassila    | France             | Transfert définitif | RC Strasbourg          | Ligue 1          |
| Luís Fabiano         | Brésil             | Transfert définitif | São Paulo FC           | Série A          |
| Yoann Bigné          | France             | Prêt (1 an)         | OGC Nice               | Ligue 1          |
| Christophe Meslin    | France             | Prêt (1 an)         | OGC Nice               | Ligue 1          |
| Grégory Paisley      | France             | Prêt (1 an)         | Le Havre AC            | Ligue 1          |
| Gaël Danic           | France             | Prêt (1 an)         | EA Guingamp            | Ligue 1          |
| Steven Pelé          | France             | Prêt (1 an)         | Le Mans UC             | Ligue 2          |
| Jure Primorac        | Croatie            | Prêt (1 an)         | US Créteil             | Ligue 2          |
| Fabien Debec         | France             | Prêt (1 an)         | Coventry City FC       | Football League  |
| Severino Lucas       | Brésil             | Prêt (6 mois)       | Cruzeiro EC            | Série A          |
| César                | Brésil             | Transfert           | SE Palmeiras           | Série A          |
| Vânder               | Brésil             | Transfert           | EC Vitória             | Série A          |
| Jean-Félix Dorothée  | France             | Transfert           | Valence CF             | Primera División |
| Jocelyn Gourvennec   | France             | Transfert           | SC Bastia              | Ligue 1          |
| Stéphane Grégoire    | France             | Transfert           | AC Ajaccio             | Ligue 1          |
| Christophe Le Roux   | France             | Transfert           | EA Guingamp            | Ligue 1          |
| Hiver 2002-2003      |                    |                     |                        |                  |
| Arrivées             |                    |                     |                        |                  |
| Alexander Frei       | Suisse             | Transfert           | Servette FC            | Super League     |
| Cyril Jeunechamp     | France             | Transfert           | SC Bastia              | Ligue 1          |
| Frédéric Jay         | France             | Prêt (6 mois)       | AJ Auxerre             | Ligue 1          |
| Départs              |                    |                     |                        |                  |
| Anthony Réveillère   | France             | Prêt (6 mois)       | Valence CF             | Primera División |
| Severino Lucas       | Brésil             | Prêt (6 mois)       | SC Corinthians         | Série A          |
| Mickaël Citony       | France             | Transfert           | AS Saint-Étienne       | Ligue 2          |
| Laurent Batlles      | France             | Transfert           | SC Bastia              | Ligue 1          |

## L'effectif de la saison
| Poste² | Nat.³ | Nom                     | Naissance         | Sélection⁴ | Championnat | Championnat | Coupe France | Coupe France | Coupe Ligue | Coupe Ligue | Total Saison | Total Saison | Notes                                     |
| Poste² | Nat.³ | Nom                     | Naissance         | Sélection⁴ | M           | But inscrit | M            | But inscrit  | M           | But inscrit | M            | But inscrit  | Notes                                     |
| ------ | ----- | ----------------------- | ----------------- | ---------- | ----------- | ----------- | ------------ | ------------ | ----------- | ----------- | ------------ | ------------ | ----------------------------------------- |
| D      | FRA   | Dominique Arribagé      | 11 mai 1971       | -          | 37          | 5           | 3            | 0            | 0           | 0           | 40           | 5            |                                           |
| G      | CIV   | Boubacar Barry Copa     | 30 décembre 1979  | -          | 0           | 0           | 0            | 0            | 0           | 0           | 0            | 0            |                                           |
| M      | FRA   | Laurent Batlles         | 23 septembre 1975 | -          | 15          | 0           | 0            | 0            | 0           | 0           | 15           | 0            | Transféré à Bastia en janvier 2003        |
| D      | FRA   | Grégory Bourillon¹      | 1er juillet 1984  | Espoirs    | 21          | 0           | 5            | 0            | 1           | 0           | 27           | 0            | N'a pas le statut professionnel           |
| A      | FRA   | Jimmy Briand¹           | 2 août 1985       | -18        | 1           | 0           | 0            | 0            | 0           | 0           | 1            | 0            | N'a pas le statut professionnel           |
| G      | TCH   | Petr Čech               | 20 mai 1982       | A          | 37          | 0           | 4            | 0            | 0           | 0           | 41           | 0            |                                           |
| M      | FRA   | Mickaël Citony          | 21 mars 1980      | -          | 3           | 0           | 0            | 0            | 1           | 0           | 4            | 0            | Transféré à Saint-Étienne en janvier 2003 |
| M      | FRA   | Philippe Delaye         | 26 juin 1975      | -          | 24          | 3           | 2            | 0            | 1           | 0           | 27           | 3            |                                           |
| D      | SEN   | Lamine Diatta           | 2 juillet 1975    | A          | 20          | 0           | 0            | 0            | 1           | 0           | 21           | 0            |                                           |
| M      | FRA   | Étienne Didot¹          | 24 juillet 1983   | Espoirs    | 20          | 0           | 3            | 0            | 0           | 0           | 23           | 0            |                                           |
| G      | FRA   | Éric Durand             | 13 août 1965      | -          | 1           | 0           | 1            | 0            | 1           | 0           | 3            | 0            |                                           |
| M      | FRA   | Olivier Echouafni       | 13 septembre 1972 | -          | 19          | 1           | 3            | 0            | 1           | 1           | 23           | 2            |                                           |
| D      | FRA   | Julien Escudé           | 17 août 1979      | Espoirs    | 30          | 0           | 3            | 0            | 1           | 0           | 34           | 0            |                                           |
| D      | FRA   | Jacques Faty¹           | 25 février 1984   | Espoirs    | 9           | 0           | 2            | 0            | 0           | 0           | 11           | 0            | N'a pas le statut professionnel           |
| M      | URU   | Andrés Fleurquín        | 8 février 1975    | A          | 13          | 0           | 2            | 0            | 0           | 0           | 15           | 0            |                                           |
| A      | SUI   | Alexander Frei          | 15 juillet 1979   | A          | 13          | 1           | 3            | 1            | 0           | 0           | 16           | 2            | Arrivé du Servette en janvier 2003        |
| D      | FRA   | François Grenet         | 8 mars 1975       | -          | 13          | 0           | 2            | 0            | 1           | 0           | 16           | 0            |                                           |
| A      | BUL   | Georgi Ivanov           | 2 juillet 1976    | A          | 12          | 0           | 2            | 0            | 1           | 0           | 15           | 0            |                                           |
| D      | FRA   | Frédéric Jay            | 20 septembre 1976 | -          | 12          | 0           | 3            | 0            | 0           | 0           | 15           | 0            | Prêté par Auxerre en janvier 2003         |
| M      | FRA   | Cyril Jeunechamp        | 18 décembre 1975  | -          | 14          | 1           | 3            | 0            | 0           | 0           | 17           | 1            | Arrivé de Bastia en janvier 2003          |
| D      | FRA   | Arnaud Le Lan           | 22 mars 1978      | -          | 22          | 0           | 4            | 0            | 1           | 0           | 27           | 0            |                                           |
| D      | FRA   | Benoît Le Bris          | 1er décembre 1976 | -          | 0           | 0           | 0            | 0            | 0           | 0           | 0            | 0            |                                           |
| D      | ARG   | Gabriel Loeschbor       | 4 juin 1977       | -          | 4           | 0           | 0            | 0            | 0           | 0           | 4            | 0            |                                           |
| A      | FRA   | Toifilou Maoulida       | 9 juin 1979       | Espoirs    | 27          | 3           | 5            | 6            | 1           | 0           | 33           | 8            |                                           |
| A      | FRA   | Olivier Monterrubio     | 8 août 1976       | A'         | 36          | 6           | 3            | 0            | 1           | 0           | 40           | 6            |                                           |
| M      | SEN   | Amadou Makhtar N'Diaye¹ | 31 décembre 1981  | A          | 19          | 1           | 1            | 0            | 0           | 0           | 20           | 1            |                                           |
| A      | GAB   | Stéphane Nguéma¹        | 20 novembre 1984  | A          | 5           | 0           | 1            | 0            | 0           | 0           | 6            | 0            | N'a pas le statut professionnel           |
| A      | FRA   | Frédéric Piquionne      | 8 décembre 1978   | -          | 31          | 10          | 4            | 2            | 0           | 0           | 35           | 12           |                                           |
| D      | FRA   | Sébastien Puygrenier¹   | 28 janvier 1982   | -          | 3           | 0           | 3            | 0            | 0           | 0           | 6            | 0            |                                           |
| D      | FRA   | Anthony Réveillère¹     | 10 novembre 1979  | Espoirs    | 20          | 1           | 1            | 0            | 1           | 0           | 22           | 1            | Prêté à Valence en janvier 2003           |
| M      | FRA   | Olivier Sorlin          | 9 avril 1979      | Espoirs    | 32          | 0           | 5            | 2            | 1           | 0           | 38           | 2            |                                           |
| A      | ARG   | Mario Hector Turdó      | 1er janvier 1977  | -          | 0           | 0           | 0            | 0            | 0           | 0           | 0            | 0            |                                           |
| M      | FRA   | Cyril Yapi¹             | 18 février 1980   | -          | 5           | 0           | 1            | 1            | 0           | 0           | 6            | 1            |                                           |

- 1 : joueur formé au club
- 2 : G, Gardien de but ; D, Défenseur ; M, Milieu de terrain ; A, Attaquant
- 2 : Nationalité sportive, certains joueurs possédant une double-nationalité
- 4 : sélection la plus élevée obtenue

## Équipe-type
Il s'agit de la formation la plus courante rencontrée en championnat.

## Les rencontres de la saison

### Liste
| Match | Date         | Compétition       | Tour           | Adversaire          | Lieu ¹ | Score     | Class.    | Buteurs pour le Stade rennais     | Affluence |
| ----- | ------------ | ----------------- | -------------- | ------------------- | ------ | --------- | --------- | --------------------------------- | --------- |
| 1     | 3 août       | Ligue 1           | 1              | Montpellier         | E      | 0–1       | 16        |                                   | 12 683    |
| 2     | 10 août      | Ligue 1           | 2              | Troyes              | D      | 0–0       | 15        |                                   | 17 104    |
| 3     | 17 août      | Ligue 1           | 3              | Guingamp            | E      | 0-3       | 17        |                                   | 17 522    |
| 4     | 24 août      | Ligue 1           | 4              | Marseille           | D      | 1–3       | 19        | Piquionne                         | 23 205    |
| 5     | 31 août      | Ligue 1           | 5              | Bastia              | E      | 1–3       | 20        | Piquionne                         | 6 758     |
| 6     | 11 septembre | Ligue 1           | 6              | Sochaux             | D      | 2-2       | 20        | Monterrubio                       | 15 856    |
| 7     | 14 septembre | Ligue 1           | 7              | Lens                | E      | 0–1       | 20        |                                   | 36 075    |
| 8     | 21 septembre | Ligue 1           | 8              | Nantes              | D      | 1–0       | 20        | Arribagé                          | 20 537    |
| 9     | 28 septembre | Ligue 1           | 9              | Monaco              | E      | 1–2       | 20        | Réveillère                        | 5 872     |
| 10    | 5 octobre    | Ligue 1           | 10             | Lyon                | D      | 0–1       | 20        |                                   | 18 480    |
| 11    | 19 octobre   | Ligue 1           | 11             | Sedan               | E      | 3–1       | 19        | Piquionne Maoulida N'Diaye        | 12 814    |
| 12    | 26 octobre   | Ligue 1           | 12             | Auxerre             | E      | 0-1       | 20        |                                   | 9 897     |
| 13    | 2 novembre   | Ligue 1           | 13             | Ajaccio             | D      | 0-0       | 19        |                                   | 20 222    |
| 14    | 9 novembre   | Ligue 1           | 14             | Bordeaux            | E      | 0–2       | 20        |                                   | 23 139    |
| 15    | 16 novembre  | Ligue 1           | 15             | Le Havre            | D      | 0–0       | 20        |                                   | 17 161    |
| 16    | 23 novembre  | Ligue 1           | 16             | Nice                | E      | 0-0       | 20        |                                   | 12 235    |
| 17    | 30 novembre  | Ligue 1           | 17             | Lille               | D      | 5–1       | 20        | Monterrubio Echouafni Piquionne   | 17 145    |
| 18    | 4 décembre   | Ligue 1           | 18             | Strasbourg          | E      | 3–1       | 17        | Monterrubio Beye (csc) Maoulida   | 13 096    |
| 19    | 7 décembre   | Coupe de la Ligue | 1/16 de finale | Gueugnon            | E      | 1–1 a.p.² | 1–1 a.p.² | Echouafni                         | 3 354     |
| 20    | 15 décembre  | Ligue 1           | 19             | Paris SG            | D      | 1–0       | 16        | Arribagé                          | 22 503    |
| 21    | 20 décembre  | Ligue 1           | 20             | Troyes              | E      | 1-0       | 16        | Piquionne                         | 10 122    |
| 21    | 5 janvier    | Coupe de France   | 1/32 de finale | Sète (National)     | E      | 4-1       | 4-1       | Yapi Maoulida Sorlin              |           |
| 23    | 11 janvier   | Ligue 1           | 21             | Guingamp            | D      | 2-1       | 14        | Michel (csc) Arribagé             | 23 572    |
| 24    | 14 janvier   | Ligue 1           | 22             | Marseille           | E      | 0–2       | 15        |                                   | 44 366    |
| 25    | 22 janvier   | Ligue 1           | 23             | Bastia              | D      | 0–1       | 15        |                                   | 14 624    |
| 26    | 25 janvier   | Coupe de France   | 1/16 de finale | Ajaccio             | D      | 3-0       | 3-0       | Grégoire (csc) Maoulida Piquionne |           |
| 27    | 29 janvier   | Ligue 1           | 24             | Sochaux             | E      | 0–1       | 16        |                                   | 10 471    |
| 28    | 1er février  | Ligue 1           | 25             | Lens                | D      | 1–1       | 16        | Jeunechamp                        | 13 311    |
| 29    | 5 février    | Ligue 1           | 26             | Nantes              | E      | 0-1       | 17        |                                   | 32 846    |
| 30    | 8 février    | Ligue 1           | 27             | Monaco              | D      | 0-0       | 16        |                                   | 16 433    |
| 31    | 16 février   | Coupe de France   | 1/8 de finale  | Libourne (CFA)      | E      | 3–0       | 3–0       | Frei Merabti (csc) Maoulida       |           |
| 32    | 22 février   | Ligue 1           | 28             | Lyon                | E      | 1-4       | 16        | Delaye                            | 37 962    |
| 33    | 1er mars     | Ligue 1           | 29             | Sedan               | D      | 1-0       | 15        | Maoulida                          | 16 881    |
| 34    | 8 mars       | Ligue 1           | 30             | Auxerre             | D      | 0-0       | 15        |                                   | 17 644    |
| 35    | 16 mars      | Coupe de France   | 1/4 de finale  | Schiltigheim (CFA2) | E      | 2–1       | 2–1       | Maoulida Piquionne                |           |
| 36    | 22 mars      | Ligue 1           | 31             | Ajaccio             | E      | 0-1       | 16        |                                   | 3 574     |
| 37    | 5 avril      | Ligue 1           | 32             | Bordeaux            | D      | 3-4       | 17        | Piquionne Delaye Frei             | 18 156    |
| 38    | 12 avril     | Ligue 1           | 33             | Le Havre            | E      | 1-0       | 14        | Piquionne                         | 11 943    |
| 39    | 19 avril     | Ligue 1           | 34             | Nice                | D      | 2-2       | 14        | Delaye Arribagé                   | 17 307    |
| 40    | 25 avril     | Coupe de France   | 1/2 finale     | Auxerre             | E      | 1–2       | 1–2       | Sorlin                            |           |
| 41    | 3 mai        | Ligue 1           | 35             | Lille               | E      | 0-1       | 16        |                                   | 17 177    |
| 42    | 10 mai       | Ligue 1           | 36             | Strasbourg          | D      | 2-3       | 17        | Arribagé Devaux (csc)             | 18 302    |
| 43    | 20 mai       | Ligue 1           | 37             | Paris SG            | E      | 0-0       | 17        |                                   | 40 619    |
| 43    | 24 mai       | Ligue 1           | 38             | Montpellier         | D      | 3-1       | 15        | Monterrubio Piquionne             | 21 309    |

- 1 N : terrain neutre ; D : à domicile ; E : à l'extérieur ; drapeau : pays du lieu du match international
- 2 4–5 aux tirs au but.

## Bilan des compétitions
| Compétition       | Vainqueur final    | Débute au tour | Place ou tour final | Première rencontre | Dernière rencontre | Nombre |
| ----------------- | ------------------ | -------------- | ------------------- | ------------------ | ------------------ | ------ |
| Ligue 1           | Olympique lyonnais | 1re journée    | 15e                 | 3 août 2002        | 24 mai 2003        | 38     |
| Coupe de la Ligue | AS Monaco          | 1/16 de finale | 1/16 de finale      | 7 décembre 2002    | 7 décembre 2002    | 1      |
| Coupe de France   | AJ Auxerre         | 1/32 de finale | Demi-finales        | 5 janvier 2003     | 25 avril 2003      | 5      |

### Ligue 1

#### Classement
| Rang | Équipe      | Pts | J  | G  | N  | P  | Bp | Bc | Diff |
| ---- | ----------- | --- | -- | -- | -- | -- | -- | -- | ---- |
| 12   | Bastia      | 47  | 38 | 12 | 11 | 15 | 40 | 48 | -8   |
| 13   | Strasbourg  | 45  | 38 | 11 | 12 | 15 | 40 | 54 | -14  |
| 14   | Lille       | 42  | 38 | 10 | 12 | 16 | 29 | 44 | -15  |
| 15   | Rennes      | 40  | 38 | 10 | 10 | 18 | 35 | 45 | -10  |
| 16   | Montpellier | 40  | 38 | 10 | 10 | 18 | 37 | 54 | -17  |
| 17   | Ajaccio     | 39  | 38 | 9  | 12 | 17 | 29 | 49 | -20  |
| 18   | Le Havre    | 38  | 38 | 10 | 8  | 20 | 27 | 47 | -20  |

#### Résultats
| Total | Total | Total | Total | Total | Total | Total | Total | Domicile | Domicile | Domicile | Domicile | Domicile | Domicile | Extérieur | Extérieur | Extérieur | Extérieur | Extérieur | Extérieur |
| J     | G     | N     | P     | Bp    | Bc    | Diff  | Pts   | G        | N        | P        | Bp       | Bc       | Diff     | G         | N         | P         | Bp        | Bc        | Diff      |
| ----- | ----- | ----- | ----- | ----- | ----- | ----- | ----- | -------- | -------- | -------- | -------- | -------- | -------- | --------- | --------- | --------- | --------- | --------- | --------- |
| 38    | 10    | 10    | 18    | 35    | 45    | -10   | 40    | 6        | 8        | 5        | 24       | 20       | +4       | 4         | 2         | 13        | 11        | 25        | -14       |

#### Résultats par journée
| Journée   | 01 | 02 | 03 | 04 | 05 | 06 | 07 | 08 | 09 | 10 | 11 | 12 | 13 | 14 | 15 | 16 | 17 | 18 | 19 | 20 | 21 | 22 | 23 | 24 | 25 | 26 | 27 | 28 | 29 | 30 | 31 | 32 | 33 | 34 | 35 | 36 | 37 | 38 |
| --------- | -- | -- | -- | -- | -- | -- | -- | -- | -- | -- | -- | -- | -- | -- | -- | -- | -- | -- | -- | -- | -- | -- | -- | -- | -- | -- | -- | -- | -- | -- | -- | -- | -- | -- | -- | -- | -- | -- |
| Terrain   | E  | D  | E  | D  | E  | D  | E  | D  | E  | D  | E  | E  | D  | E  | D  | E  | D  | E  | D  | E  | D  | E  | D  | E  | D  | E  | D  | E  | D  | D  | E  | D  | E  | D  | E  | D  | E  | D  |
| Résultats | D  | N  | D  | D  | D  | N  | D  | V  | D  | D  | V  | D  | N  | D  | N  | N  | V  | V  | V  | V  | V  | D  | D  | D  | N  | D  | N  | D  | V  | N  | D  | D  | V  | N  | D  | D  | N  | V  |
| Points    | 0  | 1  | 1  | 1  | 1  | 2  | 2  | 5  | 5  | 5  | 8  | 8  | 9  | 9  | 10 | 11 | 14 | 17 | 20 | 23 | 26 | 26 | 26 | 26 | 27 | 27 | 28 | 28 | 31 | 32 | 32 | 32 | 35 | 36 | 36 | 36 | 37 | 40 |
| Place     | 16 | 15 | 17 | 19 | 20 | 20 | 20 | 20 | 20 | 20 | 19 | 20 | 19 | 20 | 20 | 20 | 20 | 17 | 16 | 16 | 14 | 15 | 15 | 16 | 16 | 17 | 16 | 16 | 15 | 15 | 16 | 17 | 14 | 14 | 16 | 17 | 17 | 15 |

Source : Liste des rencontres

Terrain : D = Domicile ; E = Extérieur. Résultat: D = Défaite ; N = Nul ; V = Victoire.